# HP-71B

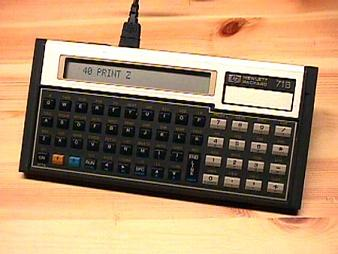
Computador de mano HP-71B programable en BASIC.

El HP-71B era una computadora de mano o una calculadora programable en BASIC, hecha por Hewlett-Packard desde 1984 a 1989.

## Descripción
Más pequeña y menos costosa ($595 MSRP) que el modelo precedente, el HP-75, el 71B tenía una pantalla de cristal líquido de una sola línea de 22 caracteres, ROM de sistema de 64 K y 17.5 K de memoria de usuario. Operaba con cuatro baterías AAA. Cuatro puertos de enchufe permitieron agregar programas basados en ROM o memoria adicional de usuario. Compartimientos separados podían acomodar opcionalmente un lector de tarjetas magnéticas y una interfaz HP-IL (HP 82401A) que podía ser usada para conectar impresoras, almacenamiento y equipo de prueba electrónico.
El 71B fue el primer dispositivo de mano en implementar el estándar de punto flotante de IEEE. Características de programación incluyeron un reloj en tiempo real, timers programables y llamadas de subrutinas con parámetros y recursión. Fue también la primera calculadora de HP basada en el procesador Saturn (Saturno), un microprocesador cuyas versiones posteriores se encuentran en la popular serie HP-48 de calculadoras y en la mayoría de los más recientes modelos de calculadoras HP.
Puesto que las tarjetas magnéticas tiradas a mano (compatibles con la HP-75) podían almacenar solamente dos pistas de 650 bytes cada una, el lector de tarjetas, instalado debajo de la placa del logo sobre el teclado numérico, no era una opción muy popular. Mayores capacidades de almacenamiento podían ser acomodadas a través de un periférico HP-IL como la unidad de casete 82161A o la unidad de disquete 9114A que eran también portables y energizadas con pilas, aunque algo abultadas comparadas al 71B. Posteriormente, estuvieron disponibles por terceros vendedores, módulos de expansión de memoria que se ajustaban al compartimiento del lector de tarjetas.
Otras opciones de terceros incluyeron un lector de código de barras de mano y ROMs de aplicación para emchufarse en uno de los cuatro puertos de memoria.
Una configuración del HP-71 con un lector de código de barras de mano y una aplicación hecha a la medida fue ampliamente usada para la colección de datos en el National Health Service Británico (Servicio Médico Nacional Británico).
A diferencia del HP-75 o el HP 41, el 71B también podía actuar como un dispositivo controlado por otro dispositivo en un lazo HP-IL, permitiendo a varios de ellos en el mismo lazo comunicándose uno con otro (o con un HP-75 o un HP-41), o periféricos comparidos. Usando un controlador HP 82402 HP-IL dual, fue incluso posible conectar un 71B a dos lazos HP-IL simultáneamente, posiblemente como un controlador en uno y como un dispositivo en otro.

## Especificación de diseño interno
Otra "característica" notable del 71B fue que HP vendió al público una serie de documentos Internal Design Specification (IDS) (Especificación de Diseño Interno) conteniendo los detalles de ingeniería internos casi completos de la unidad. Una serie de 4 IDSs fue publicada acerca del software contenido en las ROM del 71B. Esto incluyó el código fuente completo (en lenguaje ensamblador) para el contenido completo de la ROM, y una extensiva documentación de diseño adicional del software de la ROM. Otros IDSs cubriendo el hardware del 71B fueron lanzados, el add-in del ROM de Forth/Assembler, y el add-in del controlador HP-IL. Las IDS eran bastante costosos ($200 para el conjunto base de los IDSs de ROM?), pero ejemplificaban la "calidad HP" del período (es decir excelente).